# هاینز یوزف کهر
هاینز یوزف کهر (انگلیسی: Heinz-Josef Kehr; ۱۸ دسامبر ۱۹۵۰ – ۱۹ نوامبر ۲۰۱۴) بازیکن فوتبال اهل آلمان بود.
از باشگاه‌هایی که در آن بازی کرده‌است می‌توان به باشگاه فوتبال روت‌وایس اسن و باشگاه فوتبال آلمانیا آخن اشاره کرد.